# Calorimetru
Calorimetrul este un dispozitiv utilizat în calorimetrie pentru măsurarea cantității de căldură schimbată de un corp cu un mediu, în general lichid.
Există trei tipuri mai răspândite:
- calorimetrul cu variație de temperatură: funcționarea se bazează pe variația temperaturii unei substanțe calorimetrice;
- calorimetrul izoterm: funcționarea se bazează pe schimbarea stării de agregare a substanței calorimetrice;
- calorimetrul adiabatic: lichidul nu schimbă căldură cu mediul extern, lucru realizat printr-o izolare suplimentară a aparatului cu ajutorul unei cămăși exterioare prin care circulă lichid la aceeași temperatură cu cea din interior..